# Ostracoberyx paxtoni
Ostracoberyx paxtoni is een straalvinnige vissensoort uit de familie van ostracoberyciden (Ostracoberycidae). De wetenschappelijke naam van de soort werd voor het eerst geldig gepubliceerd in 1991 door Quéro & Ozouf-Costaz.